# جون ماديجسكي
جون ماديجسكي (بالإنجليزية: John Madejski)‏‏ (28 أبريل 1941 في ستوك أون ترينت - ) شخصية أعمال من المملكة المتحدة.

## الجوائز
- نيشان الامبراطورية البريطانية من رتبة ضابط